# Intel 80486
El Intel486 (conegut també com a i486, 486, o Intel 80486) és la segona generació de microprocessadors de 32 bits. Presentat l'any 1989 era el primer a tenir un disseny realment segmentat, més d'un milió de transistors i, a diferència dels anteriors, és dels primers a ser anomenats sense el prefix "80-" a causa d'una sentència judicial que prohibia establir drets reservats en els números (com 80486). És per aquest motiu que el successor del 486 s'anomenarà Pentium i no 80586. Pat Gelsinger va ser el director de projecte de creació d'aquest processador.
Aquest processador va ser incorporat en molts ordinadors al llarg dels anys 90. Va deixar-se de fabricar el setembre de 2007, tot i que llavors ja havia estat superat en el segment d'ordinadors personals; de fet havia estat equipat en sistemes integrats.

## Informació general

Arquitectura dels i486DX2

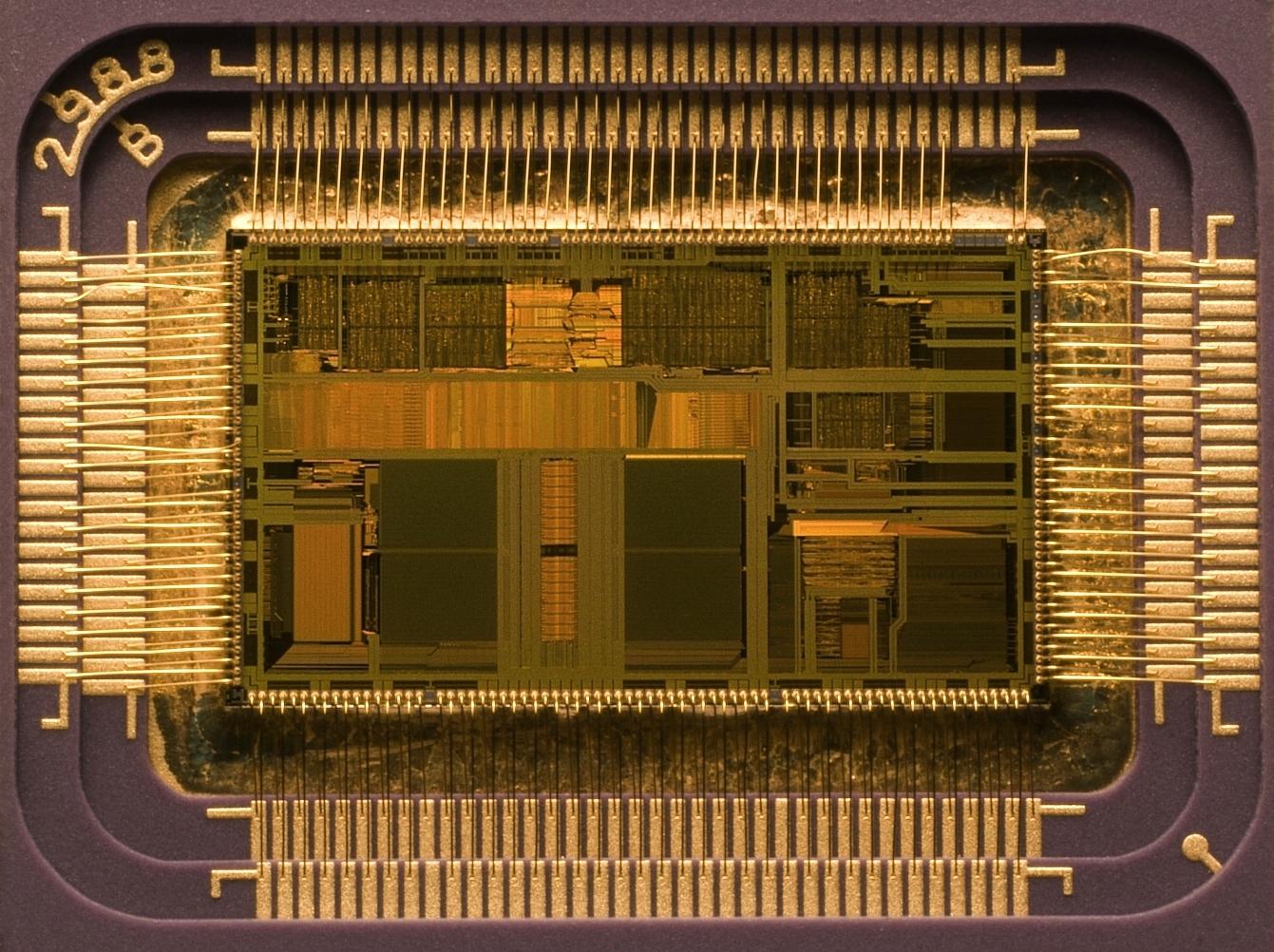
Interior d'un i486DX2

El 486 s'assembla força al seu predecessor, el i386, si ho mirem a nivell de software (només s'afegeixen algunes instruccions com la CMPXCHG i la XADD; cal esmentar que segueix sent un x86) però les novetats que presenta aquest sobre l'anterior es troben en, a part de tenir un disseny segmentat, una unitat de coma flotant FPU (486 i sèries DX), memòria cau integrada al processador i una interfície de bus de dades millorada. Totes aquestes millores fan que els 486 siguin el doble de ràpids que els 386, encara que novament es produeix el mateix que en el 386: les versions més ràpides poden igualar o superar lleugerament a les versions més lentes dels 486. Igual que el 386, el bus de dades és de 32 bits i el bus de gestió és també de 32 bits, amb el qual podia gestionar directament fins a 4 Gb.
El processador i486DX2 66 MHz va ser equipat en molts sistemes (i possiblement un dels més populars). Principis i mitjans dels anys noranta, ja en les acaballes de l'era MSDOS, molts jugadors van adquirir equips amb aquest processador, amb memòria RAM que oscil·lava dels 8 a 16 Mb de RAM i una targeta gràfica VLB; aquesta configuració es considerava com un sweet spot per les seves prestacions i duració, però la introducció dels gràfics 3D va provocar el final del regnat dels 486 a causa que aquests exigien un ús exhaustiu de la FPU a part de necessitar més amplada de banda i major velocitat de la memòria cau. Molts programadors ja van començar a crear programes optimitzats pel Intel Pentium (com per exemple el Quake!.
També va oferir-se el i486DX2 50 Mhz però la velocitat del seu bus era de 25 Mhz (la del 66 era de 33 Mhz) i això el feia significament més lent (i menys popular). Tampoc van gaudir de molta acceptació el OverDrive i els DX4, a causa que ja havien aparegut justament després de les primeres entregues dels Pentium.

### Diferències amb el 386
A continuació es llisten les diferents millores que presenta el i486:
- Memòria cau per instruccions i dades de 8 kb (16 kb per als DX4) tipus SRAM integrada al processador, destinada a desar les instruccions més emprades (el 386 tenia una a través de xip extern, però era més lenta).
- Arquitectura segmentada (pipelining). Això permet al processador gestionar el Locate-Fetch-Execute a cada cicle de rellotge (en canvi al 386 havia de fer-ho per separat cada cop).
- Millores a la MMU.
- Integració d'una FPU i addicció d'instruccions matemàtiques.

### Alternatives al 486
Igual que en el 386 es va usar l'enginyeria inversa i empreses com IBM, Texas Instruments, AMD, Cyrix, UMC i Chips and Technologies entre d'altres.
Cyrix va dissenyar un 486 a partir d'un 386 però amb el joc d'instruccions del 486; aquest el va llicenciar a altres fabricants perquè el fabriquessin, com Texas Instruments i SGS-Thompson. IBM va tenir accés a moltes patents d'aquest processador que el van ajudar a crear un 486; AMD i UMC va clonar el 486, encara que UMC els va oferir arreu del món excepte als Estats Units (de fet es podia llegir "Not for U.S. sale or import" -no a la venda o importació als EUA-); tot i així Intel va entaular un plet contra UMC, va guanyar i aquesta va dur de cessar la producció dels 486 clonats (i va dur d'indemnitzar per danys a Intel).
AMD en canvi va entaular un plet contra Intel; l'any 1995 es va arribar en un acord entre les dues companyies per cessar hostilitats sobre violació de patents entre d'altres.

### Configuracions amb el i486
Els primers 486 eren equipats en plaques base amb eslots ISA de 8 i 16 bits; algunes, també van incloure eslots EISA; posteriorment equiparan eslots ISA i VESA Local Bus (VLB), aquests últims, destinats per les targetes gràfiques i controladores de disc dur. Amb l'aparició del bus PCI els eslots VESA van anar desapareixent fins al punt que les plaques més recents combinaven eslots PCI amb ISA (en algunes, també s'afegia a més a més un VLB). Usualment els bus VESA i PCI operaven a la velocitat de rellotge externa del 486.
Els primers sistemes 486 van ser els Apricot VX FT, de Regne Unit fabricats per Apricot Computers.
Les plaques més modernes per 486 incloïen la tecnologia Plug-And-Play, usada en el sistema operatiu Microsoft Windows 95. Aquesta permetia que els components tinguessin una fàcil instal·lació per als usuaris finals d'aquests equips.

## Models
Existeixen diferents sufixes i variants. Novament Intel destinarà una versió SX com a versió econòmica i una SL per equips de baix consum.
- i486DX: La versió original del processador.
- i486SX: un i486DX sense FPU; les primeres versions la incloïen desactivada, però posteriorment es va treure per reduir costos.
- i486DX2: Internament funciona al doble de la velocitat subministrada per la freqüència externa a la que funcionen els components del sistema.
- i486SX2: Igual que l'anterior només que és un i486SX.
- i486SL: Una versió del i486DX destinada a ordinadors portàtils.
- i486SL-NM: Un i486SL basat amb el i486SX.
- i487: Un i486DX dissenyat com a FPU pel i486SX; s'instal·la al sòcal del co-processador.
- i486 OveDrive: Un sistema d'actualització de processadors.
- i486DX4: Internament funciona al triple de la velocitat subministrada per la freqüència externa a la que funcionen els components del sistema.

Les freqüències internes del 486 van ser 16, 20, 25, 33, 40, 50, 66, 75, 100 i 120 Mhz; l'únic 486 que tenia un bus a 50 Mhz va ser el i486DX 50, però tenia problemes de compatibilitat amb les plaques base a causa de la velocitat del seu bus; a causa de la seva poca popularitat va ser substituït pels i486DX2.